# Buceo
Buceo – barrio (sąsiedztwo lub dzielnica) miasta Montevideo, stolicy Urugwaju. Położone jest w południowo-zachodniej części miasta, nad wybrzeżem estuarium La Platy. Graniczy z Pocitos i Villa Dolores na zachodzie, Parque Batlle, Unión i Malvín Norte na północy oraz z Malvín na wschodzie. Przebiegająca tędy Rambla de Montevideo nosi nazwy Rambla de República de Chile oraz Rambla de Armenia. Buceo przecina ponadto Bulevar José Batlle y Ordóñez. W Buceo znajduje się Muzeum Oceanograficzne, największe centrum handlowe w mieście: Montevideo Shopping, a także World Trade Center Montevideo, przystań jachtowa i siedziba Yacht Clubu Uruguayo. Znajduje się tu także Cmentarz Brytyjski założony w 1828 roku.

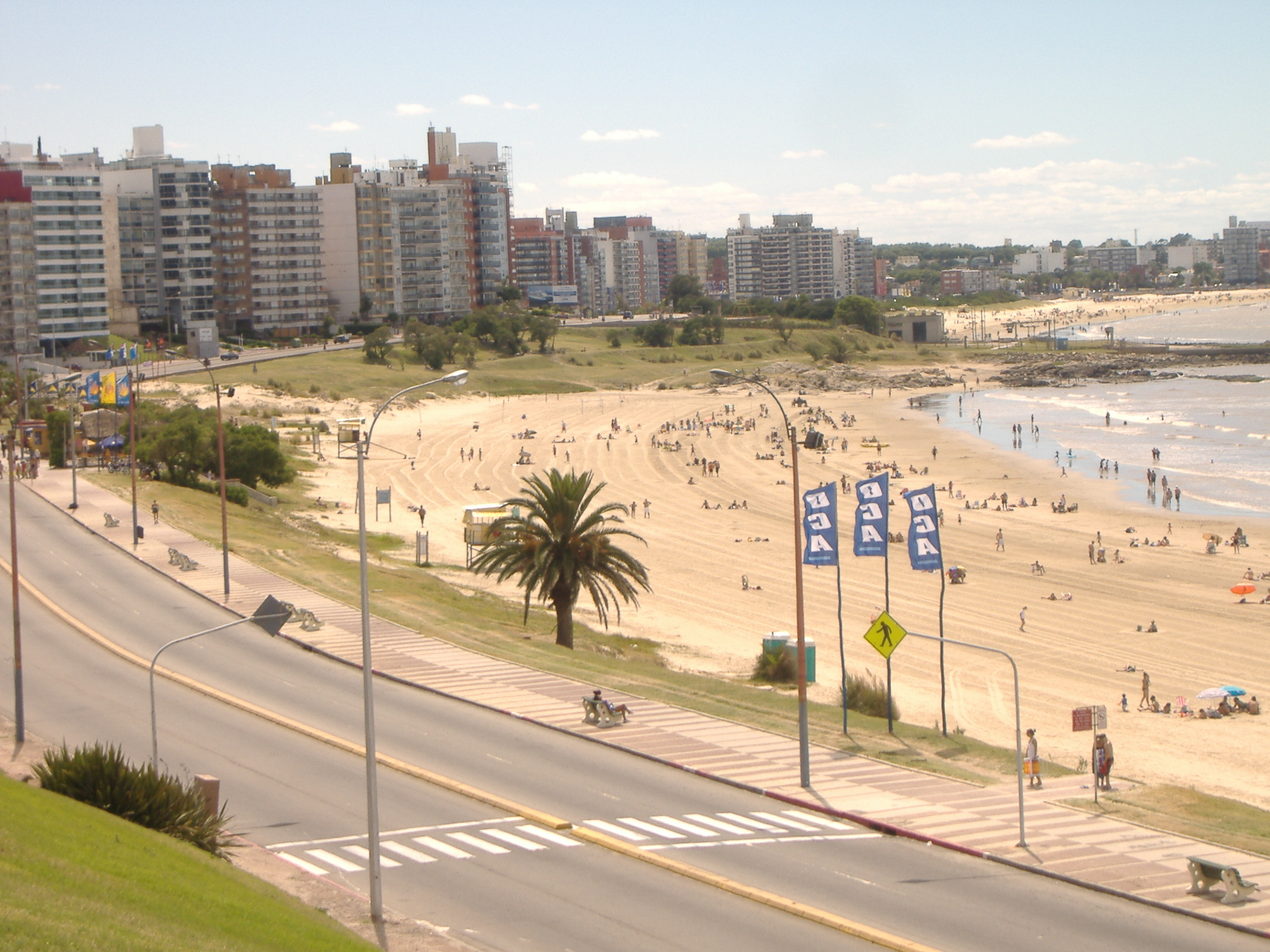
Plaża w Buceo
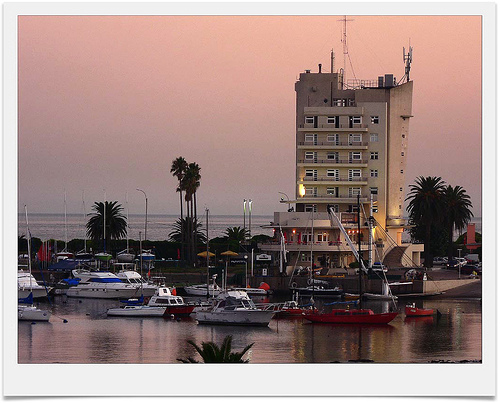
Port w Buceo